# Acetone (groupe)
Pour les articles homonymes, voir Acetone.
Acetone est un groupe de rock alternatif, originaire de Los Angeles, en Californie. Il est formé en 1987, et actif jusqu'au suicide du chanteur et bassiste Ritchie Lee en 2001.

## Biographie
Le groupe s'est formé officieusement en 1987 à Los Angeles, et est devenu actif à partir de 1992. Il était composé de Richie Lee (basse et chant), Mark Lightcap (guitare et chant) et Steve Hadley (batterie). En 1993, le groupe signe sur une filiale de Virgin Records, Vernon Yard, et sort son premier album, Cindy. L'album reçoit de bonnes critiques et le groupe part en tournée avec The Verve du même label. En 1994 sort I Guess I Would, un EP de reprises country. Leur deuxième album If I Only Knew suit en 1996. Malgré un bon accueil de la part des critiques, le groupe est éjecte de Vernon Yard en 1997. Ils signent alors sur le label de Neil Young Vapor Records la même année et sortent leur album éponyme. En 2000 parait York Blvd. dernière œuvre du groupe.
Le 23 juillet 2001, Ritchie Lee est retrouvé mort à son domicile. Il s'est suicidé à l'âge de 34 ans.
Le groupe redonne un concert en novembre 2017 au club Zebulon de Los Angeles, avec Hope Sandoval en invitée.

## Style musical
Le style musical d'Acetone puise ses influences dans le rock en passant par le Velvet Underground ou Neil Young, mais aussi dans la surf music et la musique country. Parfois agressive, parfois cristalline, la musique d'Acetone est mélodique et mélancolique.

## Discographie
- 1993 : Acetone EP (Vernon Yard)
- 1993 : Cindy (Vernon Yard)
- 1995 : I Guess I Would (Vernon Yard/Hut)
- 1996 : If You Only Knew (Vernon Yard/Caroline)
- 1997 : Acetone (Vapor)
- 2000 : York Blvd. (Vapor)
- 2017 : Acetone 1992-2001 (compilation incl. 9 inédits) (Light in the Attic Records)